# Aéroport de Cythère
L’aéroport national de Cythère « Alexandre-Onassis » (grec moderne : Κρατικός Αερολιμένας Κυθήρων «Αλέξανδρος Αριστοτέλους Ωνάσης») est un aéroport de Cythère, en Grèce, code IATA : KIT • code OACI : LGKC • Code aéroport grec : grec moderne : ΚΑΚΘΩ.
L'aéroport a été rénové en 1998 et le terminal et la tour de contrôle ont été reconstruits. Olympic Air propose des vols réguliers vers Athènes plusieurs fois par semaine, tandis que les vols charters sont courants en été. Sky Express, une compagnie aérienne grecque nationale, propose trois vols par semaine à destination de Corfou, via Zante, Céphalonie et Préveza. L’aéroport a ouvert ses portes en 1971.
Son nom rend hommage à Alexandre Onassis, fils d’Aristote Onassis, président de la compagnie aérienne Olympic Aviation et mort à l’âge de vingt-quatre ans des suites d’un accident d’avion à l’aéroport d’Ellinikó.

## Compagnies aériennes et destinations
| Compagnies  | Destinations                           |
| ----------- | -------------------------------------- |
| Olympic Air | Athènes E.-Venizélos                   |
| Sky Express | Athènes E.-Venizélos                   |
| Smartwings  | En saison charter: Prague-Václav-Havel |

Actualisé le 13/05/2023

## Situation
| \| 50 km1:6 137 000 \| Agrinion Aktion Alexandreia Alexandroúpoli Andravida Áraxos Astypalée Athènes · E. Venizélos Céphalonie La Canée Chios Corfou Héraklion Icarie Ioannina Kalamata Kalymnos Karpathos Kassos Kastellórizo Kastoria Kavala Cythère Kos Kotroni Kozani Larissa Lemnos Leros Milos Mykonos Mytilène Naxos Néa Anchíalos Paros Rhodes Maritsa Samos Santorin Sitía Skiathos Skyros Sparte Syros Tanagra Tatoi Thessalonique Tripoli Tympaki Zante Kastelli |
| 50 km1:6 137 000 |

## Statistiques
Pour des raisons techniques, il est temporairement impossible d'afficher le graphique qui aurait dû être présenté ici.

Voir la requête brute et les sources sur Wikidata.

## Voir également
- Transport en Grèce